# Pauropus laminus
Pauropus laminus är en mångfotingart som beskrevs av Hilton 1930. Pauropus laminus ingår i släktet grovfåfotingar, och familjen fåfotingar. Inga underarter finns listade i Catalogue of Life.